# Arbanitis macei
Espèce
Synonymes
- Misgolas macei Wishart & Rowell, 2008

Arbanitis macei est une espèce d'araignées mygalomorphes de la famille des Idiopidae.

## Distribution
Cette espèce est endémique de Nouvelle-Galles du Sud en Australie. Elle se rencontre dans la forêt d'État de Bulga.

## Description
La carapace du mâle holotype mesure 5,77 mm de long sur 4,48 mm et l'abdomen 5,21 mm de long sur 3,07 mm.

## Étymologie
Cette espèce est nommée en l'honneur de Selwyn Mace.

## Publication originale
- Wishart & Rowell, 2008 : Trapdoor spiders of the genus Misgolas (Mygalomorphae: Idiopidae) from eastern New South Wales, with notes on genetic variation. Records of the Australian Museum, vol. 60, no 1, p. 45-86 (texte intégral).